# بالتاسار فن در آست
بالتاسار فن در آست (به هلندی: Balthasar van der Ast)،(زاده ۱۵۹۳/۹۴ –درگذشته ۷ مارس ۱۶۵۷) ،نقاش دوران طلایی، هلندی بود؛ که در نقاشی طبیعت بی‌جان گل و میوه تخصص داشت و او همچنین تعدادی نقاشی قابل توجه از صدف کشیده‌است. وی پیشگام سبک نقاشی از صدف‌ها شمرده شده‌است. نقاشی‌های او در مورد حشرات و مارمولک‌ها هم است.
او در میدل‌بورخ زاده شد و در دلفت درگذشت.
یکبار یک دکتر اهل آمستردام نقاشی‌های دوران زندگی او را به‌طور خلاصه اینگونه توصیف کرد: «گل‌ها، صدف‌ها و مارمولک‌های زیبا.»

## کارهای منتخب

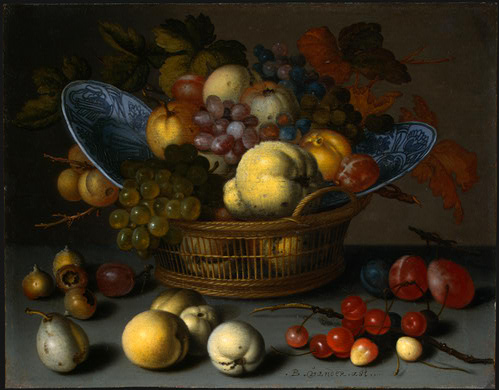
سبد میوه ، حدود. ۱۶۲۲, نگارخانه ملی هنر
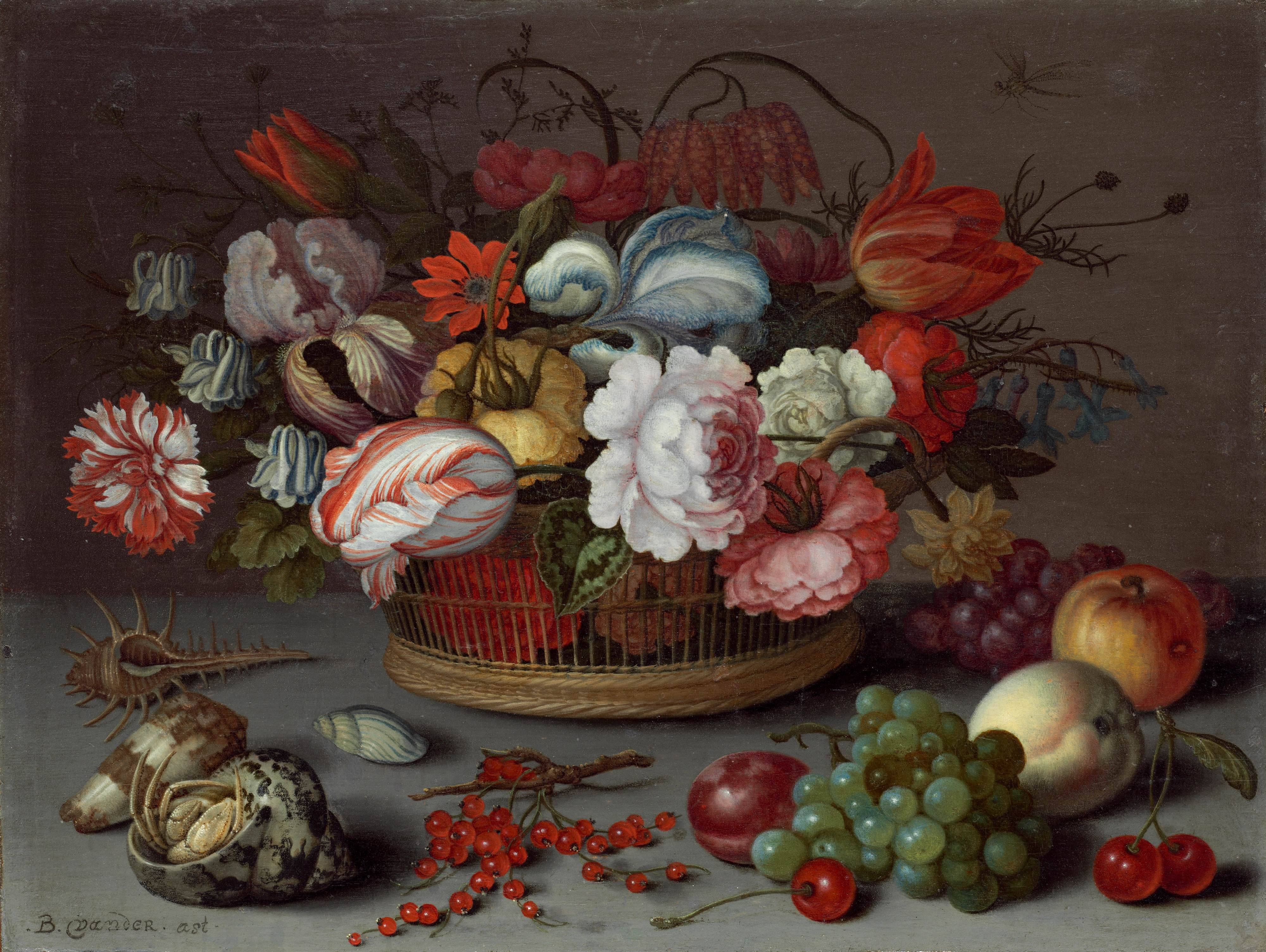
سبد گل
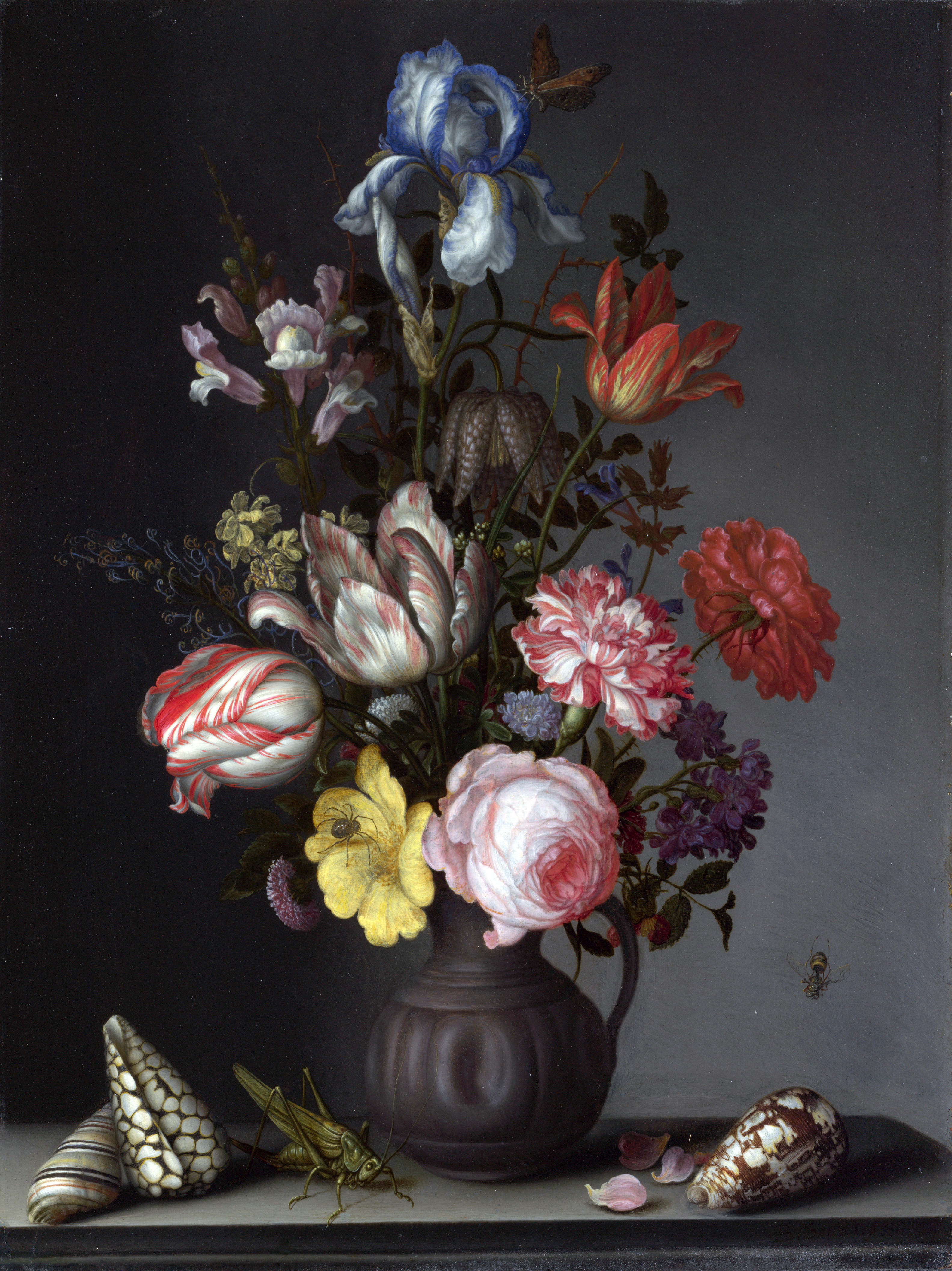
گل‌ها در گلدان با صدف‌ها و حشرات،حدود. ۱۶۲۸،نگارخانه ملی لندن
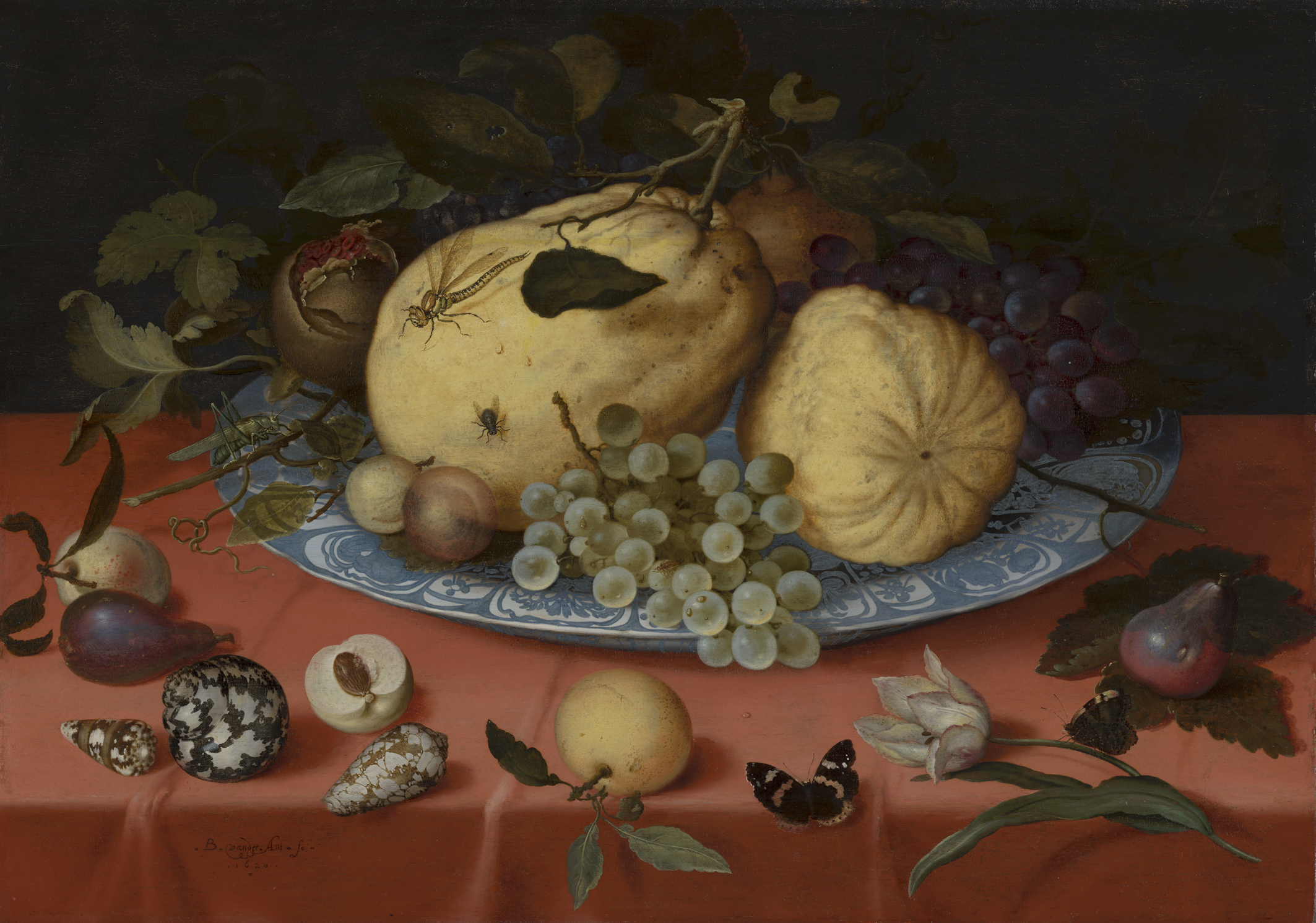
طبیعت بی‌جان صدف‌ها
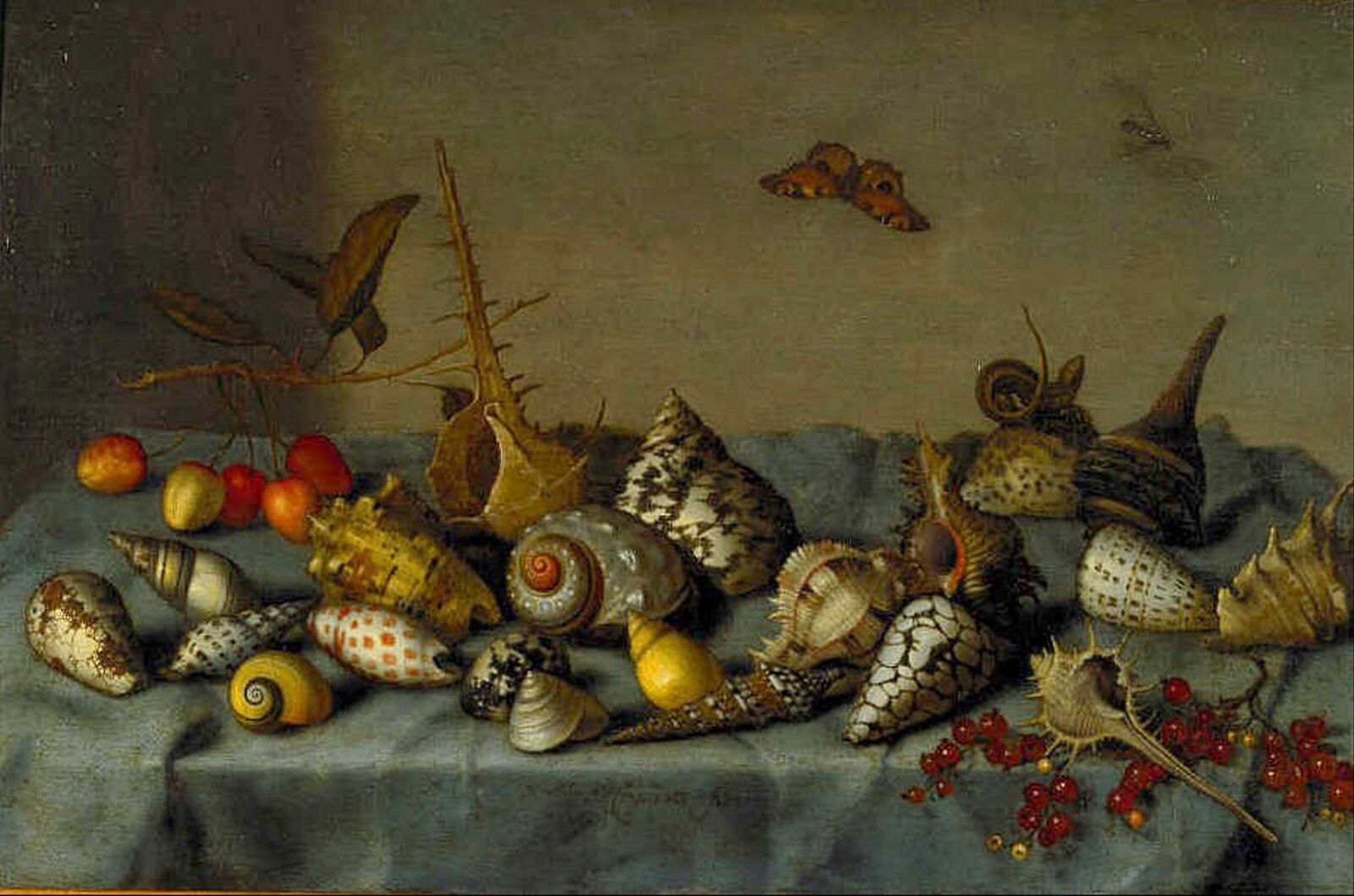
طبیعت بی‌جان با صدف‌ها